# Симончик Василь Олександрович
Василь Олександрович Симончик (1904, Ковенська губернія, тепер Литва — ?) — радянський державний діяч, голова Організаційного комітету Президії ВЦВК РРФСР по Краснодарському краю.

## Життєпис
Закінчив церковнопарафіяльну школу. У 1907 році залишився сиротою. Працював на фабриці в Києві, потім став розсильним у поштово-телеграфній конторі. Екстерном склав іспити за чотири класи гімназії. 
З 1915 по 1917 рік служив у російській армії, брав участь у Першій світовій війні.
Член РКП(б) з 1918 року.
Працював відповідальним секретарем повітового комітету РКП(б) і головою виконавчого комітету повітової ради у Воронезькій губернії. До 1928 року — голова правління Воронезької губернської Спілки споживчих товариств.
У 1928—1930 роках — член правління Центральної Спілки споживчих товариств СРСР.
У 1931 році закінчив Академію постачання імені Сталіна в Москві.
У 1931—1936 роках — в апараті ЦК ВКП(б).
У 1936 — липні 1937 року — директор Всесоюзної контори «Союзторг».
У липні — вересні 1937 року — завідувач відділу радянської торгівлі Азово-Чорноморського крайового комітету ВКП(б).
13 вересня — 20 листопада 1937 року — голова Організаційного комітету Президії ВЦВК РРФСР по Краснодарському краю. Цей період відзначений входженням до складу особливої трійки, створеної за наказом НКВС СРСР від 30 липня 1937 року № 00447 та активною участю в сталінських репресіях.
У 1939—1943 роках — начальник Головрибзбуту Народного комісаріату рибної промисловості СРСР.
Подальша доля невідома.

## Нагороди і звання
- орден Червоної Зірки (1943)
- орден «Знак Пошани» (2.04.1939)
- медалі